# Atleti Olimpici Rifugiati ai Giochi della XXXI Olimpiade
Atleti Olimpici Rifugiati è il nome con il quale una squadra di atleti rifugiati partecipò per la prima volta ai Giochi olimpici alla XXXI Olimpiade, che si svolse a Rio de Janeiro (Brasile) dal 5 al 21 agosto 2016. La squadra ha partecipato anche ai Giochi della XXXII Olimpiade.
La creazione della squadra è stata annunciata dal Presidente del CIO Thomas Bach all'Assemblea generale delle Nazioni Unite (ONU) nell'ottobre 2015, frutto di un'iniziativa del Comitato Olimpico Internazionale per portare attenzione sulla crisi globale dei rifugiati e "agire come simbolo di speranza per i rifugiati".

## Squadra
Il 3 giugno 2016 il CIO ha annunciato i componenti della squadra. I dieci atleti, in rappresentanza di quattro paesi, hanno partecipato ai Giochi sotto la guida dell'atleta keniota Tegla Lorouple.
| Nome              | Paese di origine | Comitato olimpico nazionale di riferimento | Sport    | Evento         |
| ----------------- | ---------------- | ------------------------------------------ | -------- | -------------- |
| James Chiengjiek  | Sudan del Sud    | Kenya                                      | Atletica | 400 m          |
| Yiech Biel        | Sudan del Sud    | Kenya                                      | Atletica | 800 m          |
| Paulo Lokoro      | Sudan del Sud    | Kenya                                      | Atletica | 1500 m         |
| Yonas Kinde       | Etiopia          | Lussemburgo                                | Atletica | Maratona       |
| Popole Misenga    | RD del Congo     | Brasile                                    | Judo     | 90 kg          |
| Rami Anis         | Siria            | Belgio                                     | Nuoto    | 100 m farfalla |
| Rose Lokonyen     | Sudan del Sud    | Kenya                                      | Atletica | 800 m          |
| Anjelina Lohalith | Sudan del Sud    | Kenya                                      | Atletica | 1500 m         |
| Yolande Mabika    | RD del Congo     | Brasile                                    | Judo     | 70 kg          |
| Yusra Mardini     | Siria            | Germania                                   | Nuoto    | 100 m farfalla |